# فالون سور غي
فالون سور غي (بالفرنسية: Vallon-sur-Gée)‏ هي بلدية تقع في فرنسا في Canton of Loué.[بحاجة لمصدر] يقدر عدد سكانها بـ 779 نسمة ومساحتها 17.3 كم2 .